# 中海石油化學
中海石油化學股份有限公司 (港交所：3983)，簡稱中海石油化學或中海化學，是中國大陸產量最大的氮肥生產商之一，從事生產及銷售以天然氣為原料的尿素，甲醇及磷肥包括磷酸一銨（「MAP」）
和磷酸二銨（「DAP」），複合肥和聚甲醛產品。母公司是中國海洋石油。公司董事長是吳孟飛先生，總部設在海南省東方市。
2006年9月29日，中海化學H股在香港交易所上市。

## 連結
- 中海石油化學股份有限公司